# 116 г. пр.н.е.
116 (сто и шестнадесета) година преди новата ера (пр.н.е.) е година от доюлианския (Помпилийски) римски календар.

## Събития

### В Римската република
- Консули са Гай Лициний Гета и Квинт Фабий Максим Ебурн.
- Прогоненият от Нумидия цар Адхербал търси убежище в Рим, където Сенатът приема него и посланици на съперника му Югурта. Благодарение на подкупите, които раздава на част от римските патриций Югурта избягва да бъде свален от трона, но сенаторите решават Нумидия да бъде разделена на две и изпращат комисия, начало с Луций Опимий, която да изпълни решението на място.[1]

### В Египет
- След смъртта на Птолемей VIII управлението на Египет остава в ръцете на Клеопатра II, Клеопатра III и Птолемей IX, но първата умира няколко месеца по късно.[2]
- Птолемей Александър остава да управлява Кипър, а на Птолемей Апион е поверена Киренайка.[3]

### В Азия
- В царството на Селевкидите, Антиох IX Кизикен се завръща от изгнание и предявява претенции върху престола като започва война срещу Антиох VIII Грюпос. Така отслабеното царство е разделено между тях двамата.[4]
- Царят на Кападокия Ариарат VI е убит от благородника Гордий, който вероятно е подбуден към това действие от Митридат VI. на трона се възкачва малолетният Ариарат VII с регент неговата майка Лаодикa.[5]

## Родени
- Марк Теренций Варон, римски учен и писател (умрял 27 г. пр.н.е.)
- Марк Теренций Варон Лукул, римски политик и военачалник (умрял 56 г. пр.н.е.)
- Гай Аквилий Гал, римски юрист (умрял 44 г. пр.н.е.)

## Починали
- Клеопатра II, царица на Древен Египет от династията на Птолемеите (роденa 185 г. пр.н.е.)
- 28 юни – Птолемей VIII, фараон от династията на Птолемеите (роден 180 г. пр.н.е.)
- Ариарат VI – цар на Кападокия[notes 1]

Бележки:
1. ↑  Годината не е сигурна, посочва се също 111 г. пр.н.е.